# Wolfgang Victor Ruttkowski
Wolfgang Victor Ruttkowski (* 5. Februar 1935 in Hirschberg/Schlesien) ist ein deutsch-amerikanischer Germanist und Kulturwissenschaftler und lebt in Kyōto (Japan).

## Leben
Wolfgang Victor Ruttkowski bestand 1961 das Staatsexamen an der Universität Göttingen in Deutsch, Geschichte und Theaterwissenschaft, studierte  anschließend an der Universität Wien und an der Schauspielschule des Burgtheaters (Krauss) Theaterwissenschaft und Regie, arbeitete von 1961 bis 1963 als Studienreferendar am Schiller-Gymnasium in Hannover und absolvierte an der Universität Göttingen das zweite Staatsexamen, studierte und lehrte von 1963 bis 1965 an der McGill University (Montreal) promovierte dort als Ph.D. (der Dr.-Grad wurde 1963 nach dem Erscheinen seines ersten Buches von der Göttinger Universität zuerkannt).
Er lehrte als Assistant Professor von 1965 bis 1968 an der University of Southern California, von 1968 bis 1972 als Associate Professor an der New York University, von 1972 bis 1974 als DAAD-Gastprofessor an der Universität Tokio, von 1974 bis 1983 an der Temple University in Philadelphia (Chairman, German Dept; Faculty Senator) und schließlich von 1983 bis 2003 an der Sangyō-Universität Kyōto (emeritiert als Distinguished Professor).

## Schriften (Auswahl)
Ruttkowski veröffentlichte bisher 42 Bücher und 64 Artikel.
- Das literarische Chanson in Deutschland. Francke 1966[1] (Sammlung Dalp 99); Igel Verlag 2013.
- Die literarischen Gattungen. Reflexionen über eine modifizierte Fundamentalpoetik. Francke 1968; Igel Verlag 2014.
- mit E. Blake: Literaturwörterbuch / Glossary of Literary Termes/Glossaire de termes littéraires. 1969
- Warum abstrakt ? Grin, 1971
- Bibliographie der Gattungspoetik für den Studenten der Literaturwissenschaft. Grin, 1973
- Typologien und Schichtenlehren. Bibliographie des internationalen Schrifttums bis 1970. Francke, 1974
- Das Studium der deutschen Literatur. (mit E. Reichmann) NCSA, Philadelphia 1974, 1989.
- Schicht, Struktur und Gattung: Zusammenhang der Begriffe. Grin, 1974;
- Über ostasiatische Tuschmalerei und Kalligraphie. Grin, 1977;
- Das Schichtenverhältnis im Musikkunstwerk. Grin, 1979;
- Ein (digitalisierter) Thesaurus der Literaturwissenschaft ? Grin, 1987;
- Der Wandel unseres Kunstbegriffs. Grin, 1996;
- Probleme beim Vergleich von Literaturterminologien. Grin, 2000;
- Hat die Fundamentalpoetik wirklich ausgespielt ? Anwendungen für eine Theorie der Komparatistik. Grin, 2000;
- Was ist in Deutschland ein literarisches Chanson ? Grin, 2002.
- Typen und Schichten: Zur Einteilung des Menschen und seiner Produkte. Francke, 1978; Igel Verlag 2014.
- Nomenclator Litterarius. (7 langs.) Francke, 1980.
- Nicolai Hartmann als Literaturtheoretiker. Grin, 1989;
- Nachträgliche Überlegungen zur soziologischen Methode. Grin, 1989;
- Vielschichtigkeit und Vieldeutigkeit, Transparenz und Offenheit in “moderner Lyrik”. Grin 1989;
- Camp und Kitsch – Neue Konzepte der internationalen Ästhetik in der Literaturwissenschaft. Grin, 1991;
- Zur semantischen Beschaffenheit literarischer Sachbegriffe. Grin 2000;
- Kanon und Wert (10 Thesen mit Kommentaren). Grin, 2001;
- Interaktive Romane: Was wollen, was können sie sein ? Grin, 2002.
- Gibt es allgemeingültige Werte für die Beurteilung von Literatur ? Grin 2002.
- Kernbegriffe der Ästhetik – ein Vorschlag für ihre sinnvolle Verwendung im ästhetischen Diskurs. Grin, 2007.
- Originalität und Innovation: Zur “Abweichungspoetik”. Grin 2007.
- Was bedeutet “schön” in der Ästhetik ? Grin, 2007.
- Was ist und was leistet “Schichtenpoetik”? Grin, 2007
- Die Schichtenfolge in der Dichtung. Grin, 2008;
- Noch einmal: Ästhetik, Kunstbegriff und Wertfrage. Grin, 2008.
- Probleme der Gattungspoetik. Grin, 2008.
- Das Dirnenlied. Beschreibung einer Gattung. Grin, 2013.
- Das Problem der Konkreten Poesie. Grin, 2013.
- Reflexion über die ‘Grundhaltungen’ in der Poetik. Grin, 2008, 2013.
- Roman Ingarden und seine Kritiker. Grin 2013.
- Vier Chansons. Versuch einer sprechkundlichen Deutung. Grin 2013.
- Chanson, Couplet, Song: Versuch einer semantischen Abgrenzung. Grin, 2013.
- Der Geltungsbereich unserer literarischen Sachbegriffe. Grin, 2013.
- Aufsätze und Vorträge zur Ästhetik, Poetik und Literaturterminologie. Grin, 2013;
- Essays on Aesthetics, Poetics and Terminology of Literary Studies. Grin, 2013.
- Der Blick über die Grenze. 4 Essays. Grin, 2014.